# Justizvollzugsanstalt Flensburg
Die Justizvollzugsanstalt Flensburg (Petuh: Schloss Rotenstein) ist die zweitkleinste Justizvollzugsanstalt (JVA) in Schleswig-Holstein. Die Flensburger JVA verfügt über 69 Haftplätze, wovon 49 Plätze für die Untersuchungshaft (Bezirk: Landgericht Flensburg) und 17 Plätze für Strafhaft (Freiheitsstrafe bis zu sechs Monaten im Regelvollzug und Freiheitsstrafe bis zu einem Jahr im Erstvollzug) vorgesehen sind.
Die JVA Flensburg wurde 1882 als Landesgerichtsgefängnis gebaut und ist seit 1971 eine selbstständige Justizvollzugsanstalt.
Entgegen der Zeitweisen politischen Diskussion um die Schließung und Stilllegung des Flensburger Gefängnisses, stehen seit Juni 2024 umfangreiche Renovierungsarbeiten in der JVA an. So ist eine gesamte Sanierung sowie die Erweiterung des Haftbereiches geplant.
Für die Sanierungsarbeiten wurde die JVA Flensburg im Juni 2024 leergezogen und zeitweise geschlossen. Die Gefangenen wurden auf die Gefängnisse in Schleswig, Neumünster und Lübeck verteilt.

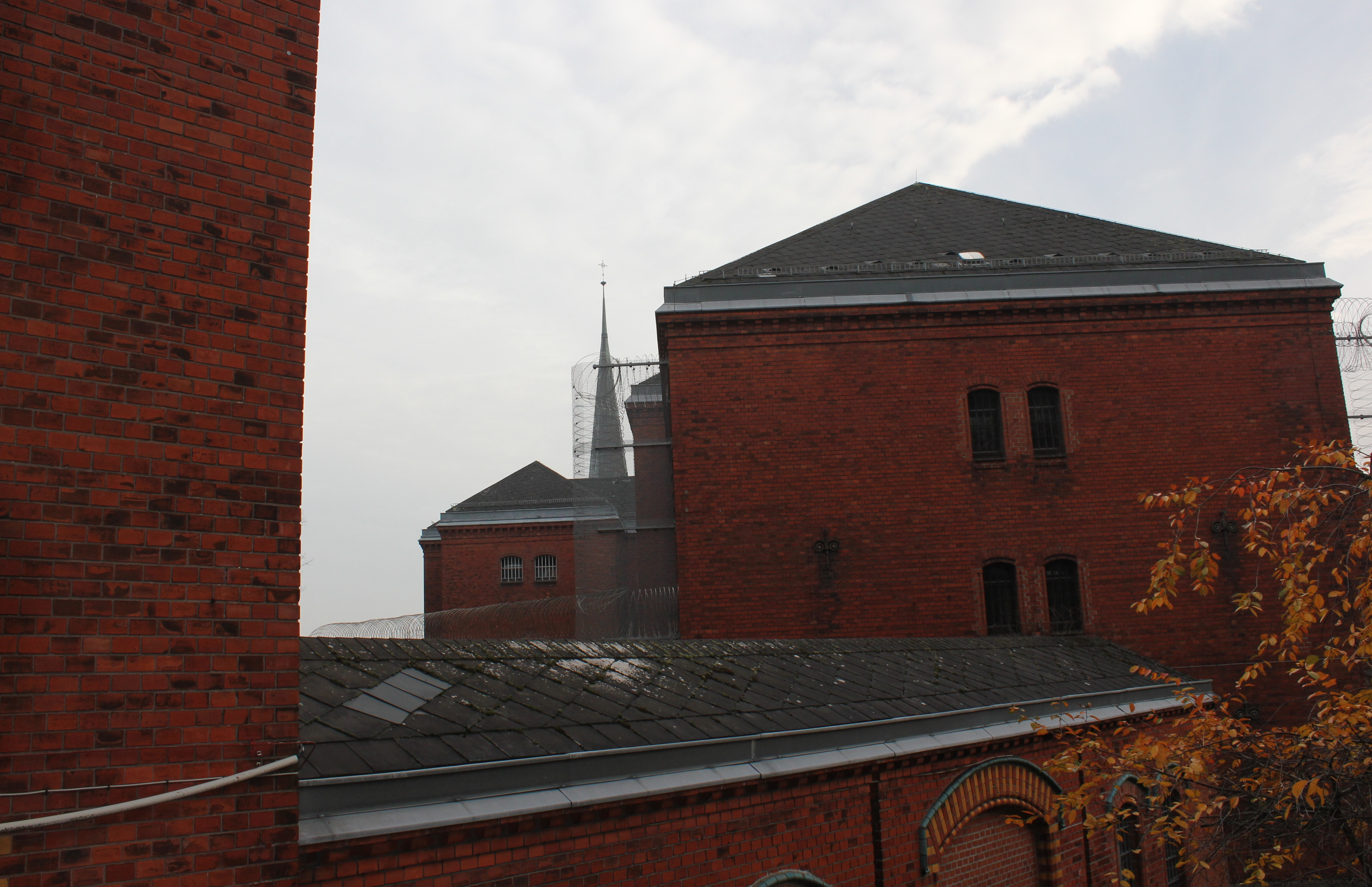
Der Gefängniskomplex mit der Nikolaikirche im Hintergrund
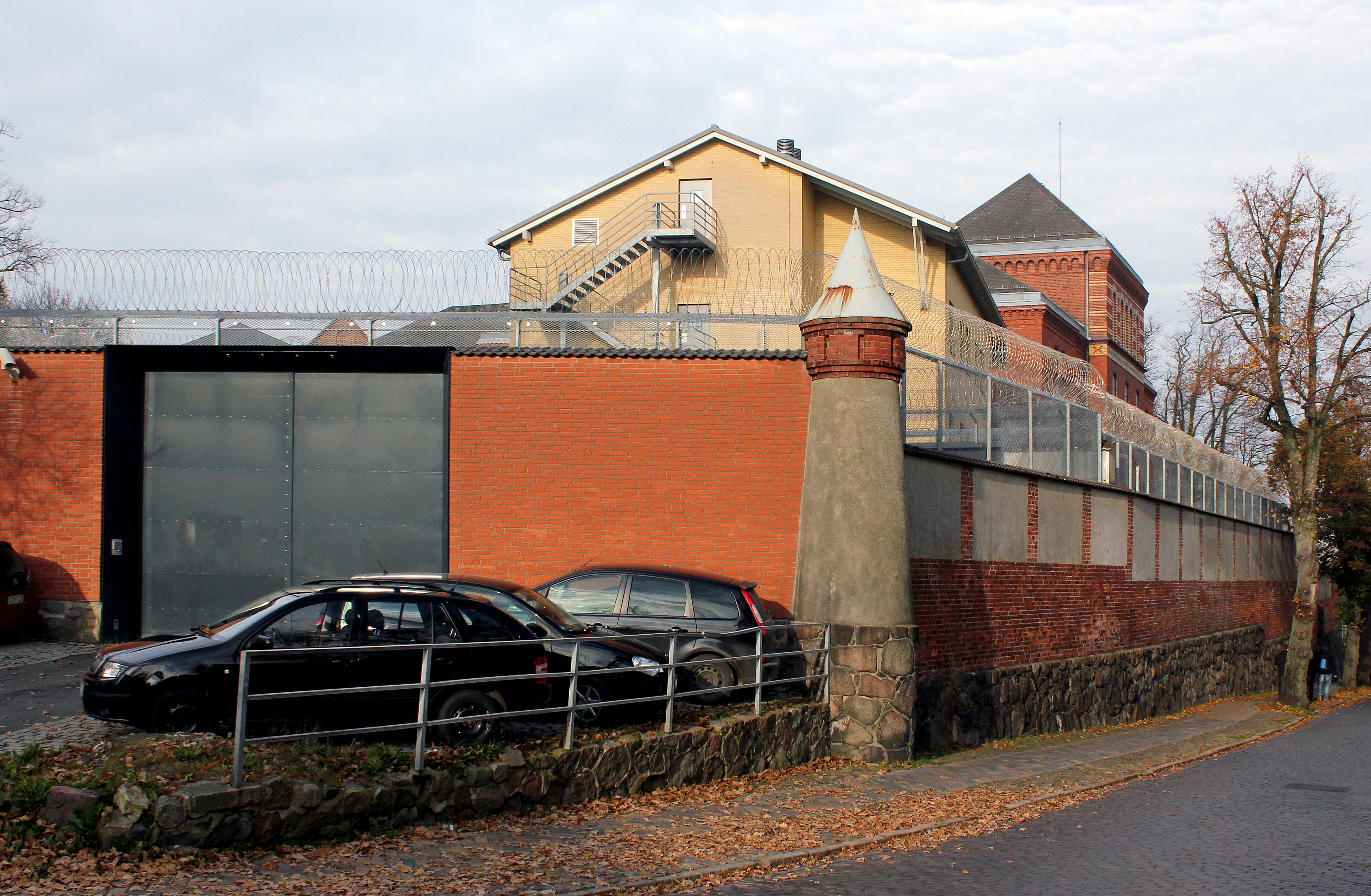
Das große Tor der Justizvollzugsanstalt
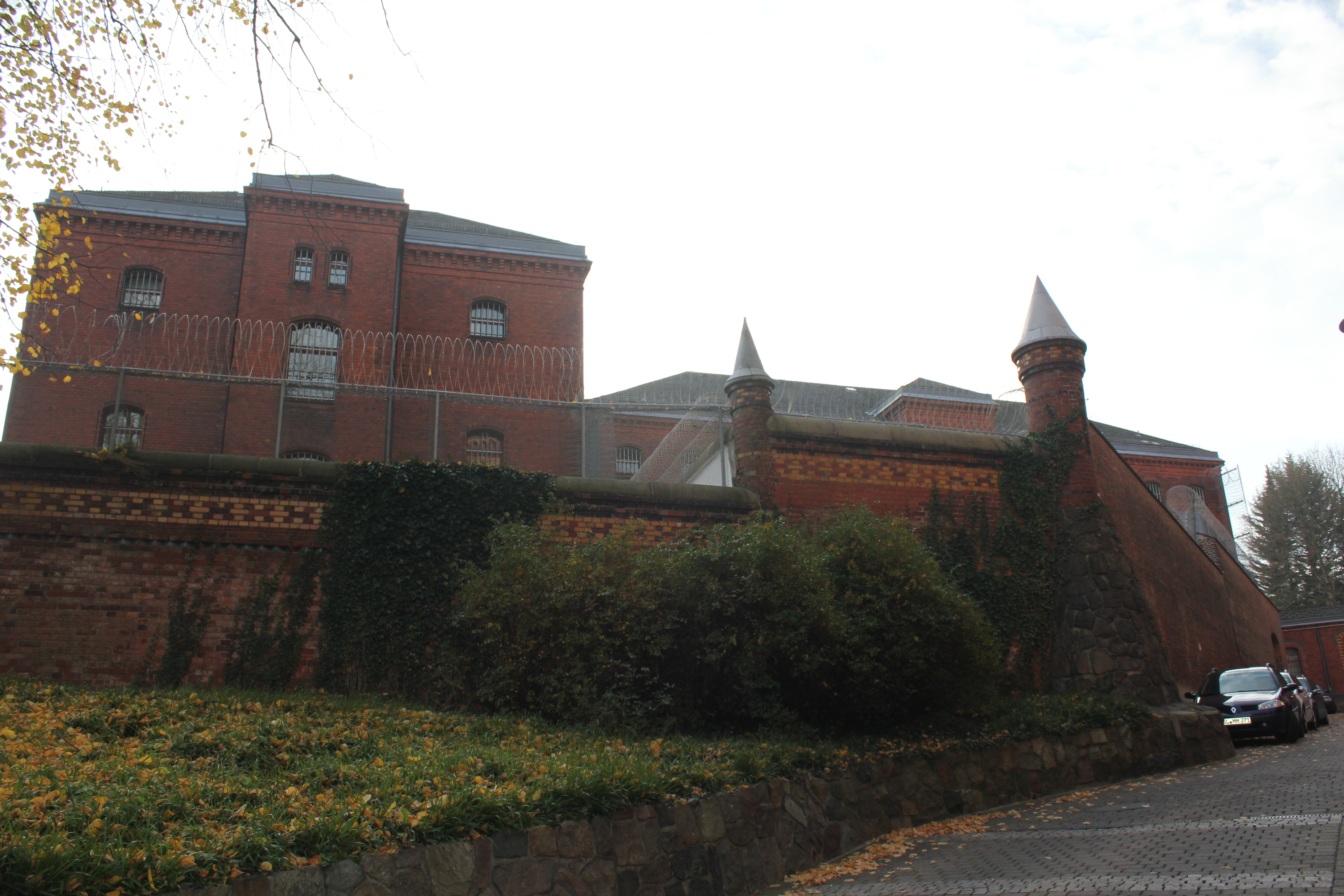
Die hohen Mauern mit kleinen Wachtürmen des Gefängnisses